# Murgeni
Murgeni is een stad (oraș) in het Roemeense district Vaslui. De stad telt 7832 inwoners (2002).